# ジグジドゥ・ムンフバト
ジグジドゥ・ムンフバト（モンゴル語キリル文字表記：Жигжидийн Мөнхбат、ラテン文字転写：Jigjidiin Mönkhbat、 1941年6月1日 - 2018年4月9日）は、モンゴル国の元スポーツ選手。モンゴル人史上初のオリンピックメダリスト。元ブフ（いわゆるモンゴル相撲）のフテチ（力士）で最高位アヴァルガ（大相撲の横綱に相当）の地位にあった。オリンピックにはレスリングで、当時のモンゴル人民共和国代表として1964年東京オリンピックから5大会連続出場。1968年メキシコオリンピックレスリング・フリースタイル87kg級で銀メダルを獲得。このことから母国では銅像が作られるほどの人気がある。
他に日本では、大相撲の横綱・白鵬（ムンフバティーン・ダワージャルガル）の実父であることでも知られる。
日本語ではまれに「ジジド・ムンフバト」と表記されることもある。

## 来歴
メキシコオリンピックではモンゴル選手団の中でただ一人メダルを獲得した。日本においては当時NHKアナウンサーで相撲の実況で知られた杉山邦博がこの模様を報道している。
ナーダムで通算6度優勝。
息子である白鵬の番付が上がっていくにつれ、「白鵬の父は偉大だった」というような見出しでテレビなどマスメディアに紹介されるようになり、日本国内でも再度注目を浴びるようになった。その後はしばしば来日し、白鵬を激励、大関昇進の時には「ただ強いだけでは駄目だぞ」という旨のアドバイスを与えた。国や文化は違えどトップアスリートとしての経験を持つムンフバトならではのコメントといえる。
2007年5月31日、江戸川区総合文化センターにて日蒙外交樹立35周年として息子と共に特別講演を行った。ここでも「強いだけでは意味が無い。優しい心をもってこその横綱だ」というコメントが聞かれた。
2018年4月9日、肝臓病のためウランバートルの自宅で死去。76歳没。
死去の直前になってそれまで反対であった白鵬の日本国籍取得を後押しするようになったと伝わっている。

## 略歴
- 1964年22歳でブフ最高位に[6]
- 1964年東京五輪に出場
- 1968年メキシコ五輪にて銀メダル
- 1985年3月、医師の妻との間に息子のダワージャルガルを儲ける。後の大相撲力士・白鵬である。

## TV出演（日本国内）
- 2006年3月10日 - とくダネ!　モンゴルの実家紹介（息子と共に出演）
- 2006年5月1日 - グレートマザー物語（母にスポットを当てるという番組構成であるため、メインは妻であるが、ムンフバトも出演している）